# 칼로리

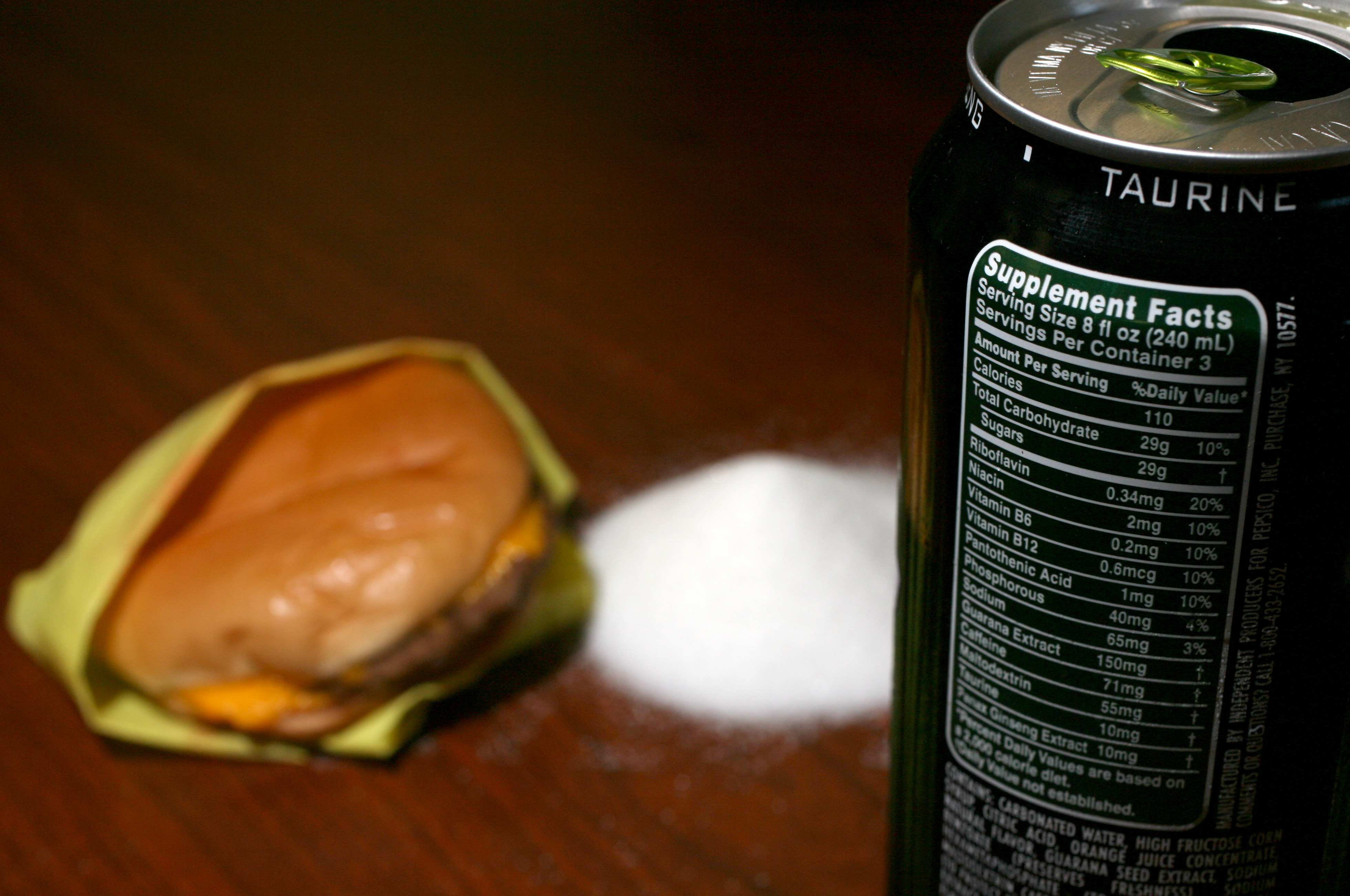
330킬로칼로리의 710밀리리터 에너지 드링크.

칼로리(영어: calorie, 문화어: 카로리)는 에너지의 단위로, 온도가 다른 물체 사이에 전해지는 에너지의 양이다. 즉 물질의 온도를 높이는 데 소요되는 열의 양이다.
라틴어의 '"열"을 의미하는 단어인 "calor"에서 유래하였다. 칼로리 단위의 기호는 mcal(1/1000cal), cal, kcal(1000cal)을 쓴다. 영양학에서는 주로 Cal을 사용한다.
1948년의 국제도량형총회에서 칼로리는 가능한 한 사용하지 말고 사용할 경우에는 줄(J)을 병기할 것을 결의했다. 에너지, 열량의 국제 단위계(SI)의 표준 단위는 줄이며, 칼로리는 병용 단위로서도 채택되어 있지 않다.

## 칼로리의 정의
일반적으로 알려진 정의는 "물 1그램을 1°C 올리는 데 필요한 열량"이나, 물의 비열이 온도에 따라 달라지기 때문에 정확히는 "1기압 하에서 14.5°C의 물 1그램을 15.5°C까지 올리는 데 필요한 열량"이다. 1칼로리(cal)는 4.184J(줄)이다.
1기압 하에서 14.5°C의 물 1그램을 15.5°C까지 올리는 데 필요한 열량"은 약 4.1855J(줄) 로 표기되며 화학적 칼로리가 정확히 1 칼로리 당 4.1840J(줄) 로 정의된다.
| 이름                      | 기호    | 변환                                                          |
| ------------------------- | ------- | ------------------------------------------------------------- |
| 열화학적 칼로리           | calth   | ≡ 4.184 J ≈ 0.003964 BTU ≈ 1.162×10−6 kWh ≈ 2.611×1019 eV     |
| 4 °C 칼로리               | cal4    | ≈ 4.204 J ≈ 0.003985 BTU ≈ 1.168×10−6 kWh ≈ 2.624×1019 eV     |
| 15 °C 칼로리              | cal15   | ≈ 4.1855 J ≈ 0.0039671 BTU ≈ 1.1626×10−6 kWh ≈ 2.6124×1019 eV |
| 20 °C 칼로리              | cal20   | ≈ 4.182 J ≈ 0.003964 BTU ≈ 1.162×10−6 kWh ≈ 2.610×1019 eV     |
| 평균 칼로리               | calmean | ≈ 4.190 J ≈ 0.003971 BTU ≈ 1.164×10−6 kWh ≈ 2.615×1019 eV     |
| 국제 증기표 칼로리 (1929) |         | ≈ 4.1868 J ≈ 0.0039683 BTU ≈ 1.1630×10−6 kWh ≈ 2.6132×1019 eV |
| 국제 증기표 칼로리 (1956) | calIT   | ≡ 4.1868 J ≈ 0.0039683 BTU ≈ 1.1630×10−6 kWh ≈ 2.6132×1019 eV |

## 인체
인체의 지방 조직은 87%가 지질이며, 1kg의 지방 조직은 대충 870g의 순수한 지방으로 이루어져 있는 셈이다(약 7800kcal). 곧, 지방 조직 1kg을 없애려면 7800kcal를 소모해야 한다. (단, 지방이 먼저 연소되지 않기 때문에 실제 운동량은 이것보다 훨씬 크다 - * 인체는 에너지를 100% 활용할 수 없으므로 실제로는 지방조직 1kg이 가진 에너지의 1/3 이하만 소모해도 체중은 1kg 이상 감소한다)

## 하루필요 섭취칼로리
한편 사람의 하루 권장 섭취 열량은 표준몸무게(W)를 기준으로 살펴보았을 때 다음의 칼로리(Kcal)량이 여러 전문가들에 의해 제안된바있다.
| 육체활동이 낮음                                         | 육체활동이 보통                                         | 육체활동이 높음                                         |
| {\displaystyle W\times 25} ~ {\displaystyle W\times 30} | {\displaystyle W\times 30} ~ {\displaystyle W\times 35} | {\displaystyle W\times 35} ~ {\displaystyle W\times 40} |

또한 자신의 표준몸무게(W)는 브로카 변법이외에도 BMI(체질량 지수)에의한 산정을 참고하는 것이 WHO에 의해 권장되고있다.
키가 t 미터, 체중이 w 킬로그램일 때, BMI는 다음과 같다. (키의 단위가 센티미터가 아닌 미터임에 유의해야 한다)
{\displaystyle \mathrm {BMI} ={{w} \over {t^{2}}}}
정상적인 BMI 범주는 w가 18.5~24.9이다.
따라서 일예로 BMI를 21로 설정하고 키가 165cm인 경우는
{\displaystyle BMI={{w} \over {t^{2}}}}
{\displaystyle 21\times {1.65^{2}}={w}}
{\displaystyle {w}=57.1725kg}
이다.
한편 DSM-5에서는 BMI(체질량 지수)17.5이하인 경우에 대해 임상적 심리적 조건중 하나로 간주될수있다.

## 같이 보기
- 한국인 영양소 섭취기준
- 영양표시제도